# Cytospora lauri
Cytospora lauri är en svampart som beskrevs av Grove 1935. Cytospora lauri ingår i släktet Cytospora och familjen Valsaceae.   Inga underarter finns listade i Catalogue of Life.